# ويلهلم أنهالت
ويلهلم أنهالت (بالألمانية: Wilhelm Anhalt)‏ هو عسكري ألماني، ولد في 28 مارس 1917 في برلين في ألمانيا، وتوفي في 13 مايو 1979 في هانتسفيل في كندا.